# 白鬍子魚
白鬍子魚，又稱盲魚、無眼魚或透明魚。
它們的基本特徵是眼睛縮小或退化，身體無色素，呈粉紅色或半透明，脊椎和內臟清晰可見。大多數的白鬍子魚身體細長，常見的約有5-10厘米長。體表鱗片細小，排列稀疏或完全埋在皮下。反應靈敏，觸鬚發達，具派生感覺器。